# Fatih Öztürk
Fatih Öztürk (* 22. Dezember 1986 in Phalsbourg) ist ein türkischer Fußballtorwart.

## Karriere

### Verein
Fatih Öztürk kam 1986 als Sohn von türkischen Gastarbeitern in Phalsbourg (Frankreich) auf die Welt. 2007 heuerte er zum türkischen Amateurverein Yurtkur SK aus Ankara an. Bereits eine Saison später wechselte er als Profispieler zum Drittligisten Eyüpspor. Ohne ein Spiel zu absolvieren, saß er hier zwei Jahre lang auf der Ersatzbank. Zur Spielzeit 2010/11 wurde er an den Viertligisten Gölcükspor ausgeliehen und überzeugte hier von Anfang an.
Im Sommer 2011 wechselte er ablösefrei zur Zweitmannschaft Trabzonspors, zum Drittligisten 1461 Trabzon. Mit dieser Mannschaft feierte er zum Saisonende die Meisterschaft der TFF 2. Lig und damit den direkten Aufstieg in die zweitklassige TFF 1. Lig. Im Sommer 2012 wurde er eine weitere Spielzeit an 1461 Trabzon verliehen.
Nachdem sein Trainer Mustafa Reşit Akçay im Sommer 2013 beim Mutterverein Trabzonspor als neuer Cheftrainer vorgestellt wurde, veranlasste dieser wenig später den Wechsel Öztürks zu diesem Verein.
Zur Saison 2015/16 wechselte er zum Ligarivalen Akhisar Belediyespor. Bei diesem Verein eroberte er sich im Laufe der Saison 2018/19 einen Stammplatz und konnte mit ihm einmal Türkischer Pokalsieger, einmal Türkischer Supercupsieger und einmal Türkischer Pokalfinalist werden.
In der Sommertransferperiode wechselte er zu Kasımpaşa Istanbul und kam zu 20 Ligaspielen. Am 14. August 2020 wurde sein Vertrag mit Kasımpaşa aufgelöst. Einen Tag später unterschrieb Öztürk bei Galatasaray Istanbul einen Zweijahresvertrag.

## Erfolg
1461 Trabzon
- Meister der TFF 2. Lig und Aufstieg in die TFF 1. Lig: 2011/12

Akhisar Belediyespor
- Türkischer Pokalsieger: 2017/18
- Türkischer Pokalfinalist: 2018/19
- Türkischer Supercupsieger: 2018